# Ehemalige Höhere Bürgerschule (Eppingen)

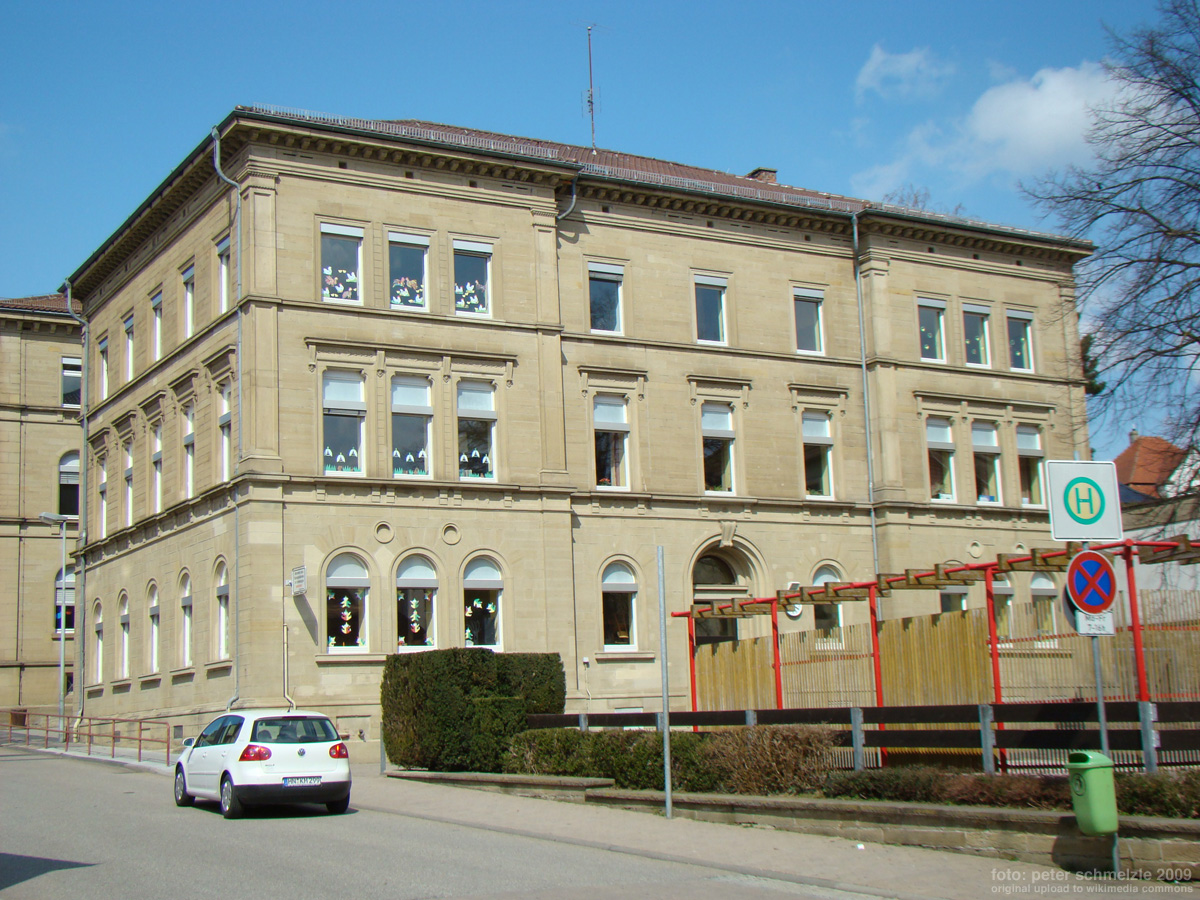
Ehemalige Höhere Bürgerschule in Eppingen

Die Ehemalige Höhere Bürgerschule in Eppingen, einer Stadt im Landkreis Heilbronn (Baden-Württemberg), wurde 1867 bis 1869 nach Entwürfen des Karlsruher Architekten Ludwig Diemer erbaut. Das Gebäude an der Kaiserstraße 2 ist ein dreistöckiger Werksteinbau im Stil der Neo-Renaissance. In dem Gebäude war von 1945 bis 1972 das Gymnasium Eppingen beheimatet. Heute befindet sich dort die Kraichgau-Sonderschule.